# Kámadéva

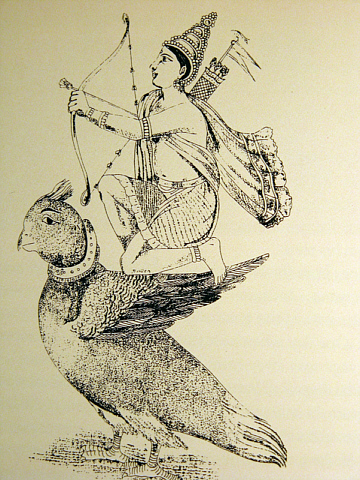
Kámadéva szerelemhozó virágnyilakat lövöldöz

Kámadéva a hindu mitológiában a szerelem és a szexuális vágy istene. Az isten nevének első fele káma, jelentése "szerelem", "kéj", a nevének második fele déva, amelynek jelentése "isten". Ábrázolásain cukornádból készült íjat tart a kezében, amely zümmögő méhekkel van felhúrozva. Nyilainak öt virágból álló szárnya van, körülötte a csodálatos illattól megrészegült vágyakozó méhek röpködnek.  Kámadévát, a szerelem istenét a védikus korban a kozmikus vágy vagy a teremtőerő megtestesülésének gondolták, olyasvalaminek, ami elsőként bontakozott ki a mindent megelőző káoszból, s létével megalapozta a teremtés további aktusait. Később vonzó ifjú lénnyé vált, aki szerelemhozó virágnyilakat lövöldöz. A többi isten egy alkalommal rávette Kámadéva istent, hogy gerjessze fel Sivában a felesége, Párvati iránti vágyat. Isteni ölelkezésük ezer éven át tartott. Egyszer a szolgájuk kileste őket, és lehozta a földre a szeretkezés tudományát.